# Saint-Loubès
Saint-Loubès is een gemeente in het Franse departement Gironde (regio Nouvelle-Aquitaine). De plaats maakt deel uit van het arrondissement Bordeaux. Saint-Loubès telde op 1 januari 2022 10.057 inwoners.

## Geografie
De oppervlakte van Saint-Loubès bedroeg op 1 januari 2022 25,07 vierkante kilometer; de bevolkingsdichtheid was toen 401,2 inwoners per km².

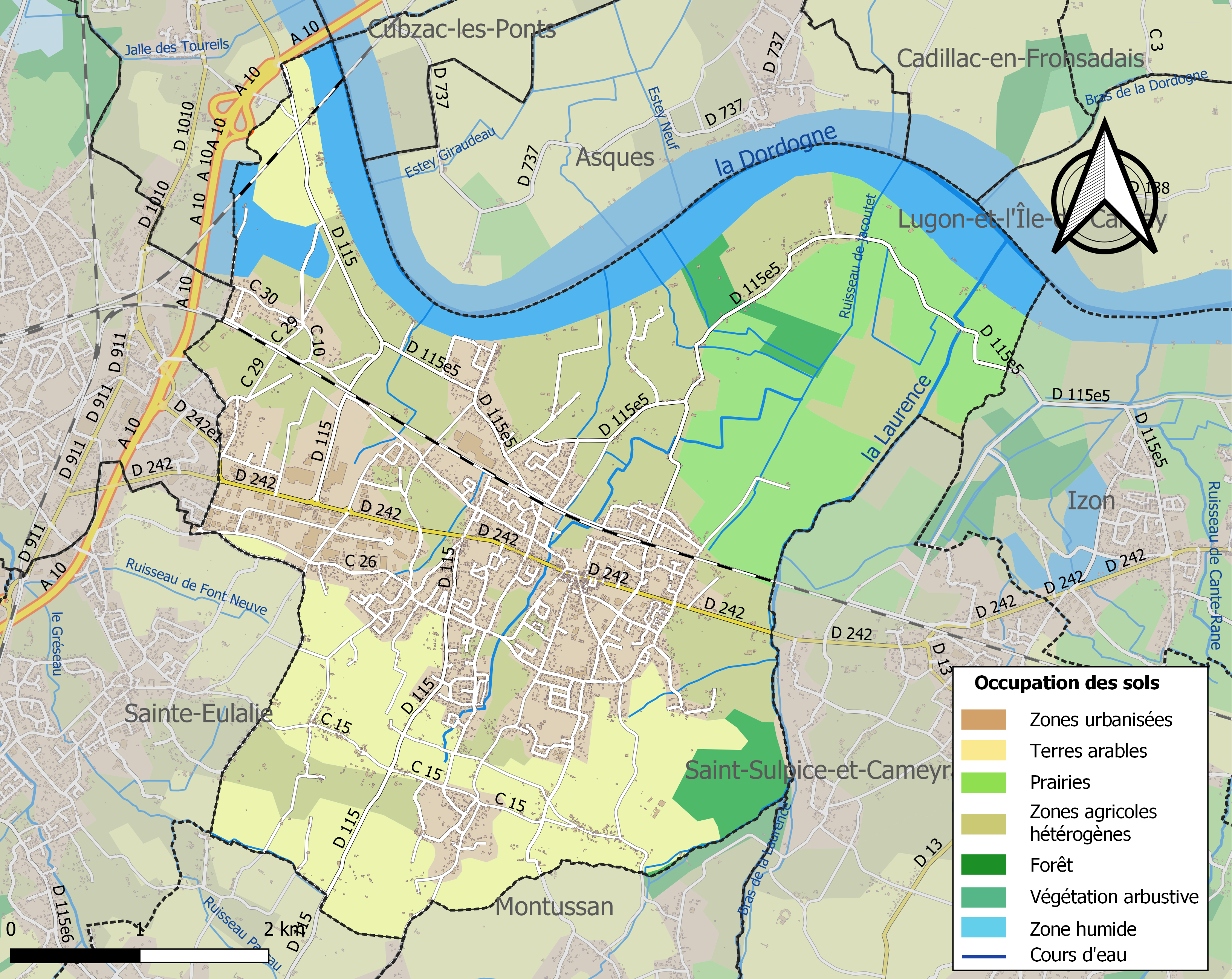
Kaart van de gemeente met belangrijkste infrastructuur, bodemgebruik en omliggende gemeenten

## Verkeer en vervoer
In de gemeente ligt de spoorweghalte Saint-Loubès.

## Demografie
Onderstaande figuur toont het verloop van het inwonertal (bron: INSEE-tellingen).

## Geboren in Saint-Loubès
- Max Linder (1883-1925), acteur en filmregisseur uit de periode van de stomme film